# Valdeganga
Valdeganga é um município da Espanha na província de Albacete, comunidade autónoma de Castilla-La Mancha, de área 70,45 km² com população de 1908 habitantes (2004) e densidade populacional de 26,60 hab/km².

## Demografia
| Variação demográfica do município entre 1991 e 2004 | Variação demográfica do município entre 1991 e 2004 | Variação demográfica do município entre 1991 e 2004 | Variação demográfica do município entre 1991 e 2004 |
| --------------------------------------------------- | --------------------------------------------------- | --------------------------------------------------- | --------------------------------------------------- |
| 1991                                                | 1996                                                | 2001                                                | 2004                                                |
| 2160                                                | 2022                                                | 1914                                                | 1884                                                |